# Yenibalçık, Mustafakemalpaşa
Yenibalçık là một xã thuộc huyện Mustafakemalpaşa, tỉnh Bursa, Thổ Nhĩ Kỳ. Dân số thời điểm năm 2011 là 158 người.